# Volker Erb
Volker Erb (* 5. Mai 1964 in Grünstadt) ist ein deutscher Rechtswissenschaftler und Inhaber des Lehrstuhls für Strafrecht und Strafprozessrecht an der Johannes Gutenberg-Universität Mainz, der insbesondere durch seine Arbeiten zum Notwehrrecht und zur sog. „Rettungsfolter“ bekannt geworden ist.

## Leben
Volker Erb studierte in Mainz Rechtswissenschaften, wo er auch seine Referendarzeit sowie seine Assistentenzeit verbrachte. Im Jahre 1990 promovierte er und habilitierte 1998 in den Fächern Strafrecht und Strafprozessrecht. Von 1998 bis 1999 war er bei der Staatsanwaltschaft Koblenz als Staatsanwalt in der Schwerpunktabteilung für Wirtschaftsstrafsachen tätig und wurde 1999 von der Friedrich-Alexander-Universität Erlangen-Nürnberg auf einen Lehrstuhl für Strafrecht und Strafprozessrecht berufen. Seit dem Sommersemester 2004 hat Erb einen Lehrstuhl an der Johannes Gutenberg-Universität Mainz inne. Seine Forschungsschwerpunkte sind Strafrecht, Strafprozessrecht und Wirtschaftsstrafrecht.

## Position im Fall Daschner
Erb nahm im Dezember 2004 Stellung zum „Fall Daschner“ und vertrat hier die Ansicht, dass in Nothilfesituationen das Naturrecht des Einzelnen (auch des Amtsträgers) das Beamtenrecht bricht und ihn damit berechtigt, mit allen erforderlichen Mitteln die gegenwärtige und fortdauernde Bedrohung abzuwenden. Eine strafrechtliche Sanktion erfordere nämlich in jedem Fall die Erfüllung strafrechtlich erfasster Tatbestände (im Falle der Folter regelmäßig der Tatbestand der Nötigung und/oder der Körperverletzung), sodass der Rechtfertigungsgrund der Nothilfe auch im Falle der Folter eingreifen können muss. Die Bestrafung Daschners stellt demzufolge eine Verletzung materiellen Strafrechts dar. Daraus könne jedoch in keinem Fall eine Rechtfertigung für staatlich angeordnete Foltermaßnahmen abgeleitet werden, da das naturrechtliche Nothilfegebot seiner Art nach ausschließlich auf handelnde Individuen beschränkt bleibt.

## Veröffentlichungen (Auswahl)

### Monografien, Lehrbücher und Kommentierungen
- Rechtmäßiges Alternativverhalten und seine Auswirkungen auf die Erfolgszurechnung im Strafrecht. Eine systematische Darstellung unter Berücksichtigung der entsprechenden zivilrechtlichen Fragestellung. Duncker & Humblot, Berlin 1991 (zugleich Dissertation, Mainz 1990).
- Legalität und Opportunität. Gegensätzliche Prinzipien der Anwendung von Strafrechtsnormen im Spiegel rechtstheoretischer, rechtsstaatlicher und rechtspolitischer Überlegungen. Duncker & Humblot, Berlin 1999 (zugleich Habilitationsschrift, Mainz 1998).
- Kommentierung zu §§ 32–34 StGB (Notwehr und Notstand). In: Münchener Kommentar zum Strafgesetzbuch. Band 1: §§ 1–37. Herausgegeben von Volker Erb und Jürgen Schäfer. 5. Auflage. C. H. Beck, München 2024, S. 1760–2017.
- Kommentierung zu §§ 158–169a StPO (Vorbereitung der öffentlichen Klage). In: Löwe/Rosenberg (Begr.): Die Strafprozeßordnung und das Gerichtsverfassungsgesetz. Großkommentar. Band 5/2: §§ 158–211. Herausgegeben von Jörg-Peter Becker, Volker Erb u. a. 27. Auflage. De Gruyter, Berlin/Boston 2018, S. 1–559.

### Herausgeberschaften
- Mit Jürgen Schäfer: Münchener Kommentar zum Strafgesetzbuch [in 10 Bänden]. 5. Auflage. C. H. Beck, München 2024 ff. [Abschluss voraussichtlich 2026].
- Mit Jörg-Peter Becker u. a.: Löwe/Rosenberg (Begr.): Die Strafprozeßordnung und das Gerichtsverfassungsgesetz. Großkommentar [in 12 Bänden]. 27. Auflage. De Gruyter, Berlin/Boston 2016 ff. [Abschluss voraussichtlich 2026].

### Aufsätze und sonstige Beiträge in Sammelwerken und im Internet
- Denkschrift zur Diskussion um die Verschärfung des Waffenrechts (PDF-Datei; 193 kB)  Juli 1999.
- Nicht Folter, sondern Nothilfe DIE ZEIT 9. Dezember 2004 Nr. 51.
- Notwehr als Menschenrecht. Zugleich eine Kritik der Entscheidung des LG Frankfurt am Main im „Fall Daschner“. In: Neue Zeitschrift für Strafrecht (NStZ) 2005, S. 593–602.
- Strafbarkeit des Unterlassens einer maximalen Beschleunigung der COVID-19-Impfungen in Deutschland durch die Bundesregierung. (PDF) 26. Januar 2021, abgerufen am 5. Februar 2021.